# Stanislas Chevalier
Pour les articles homonymes, voir Chevalier.
Stanislas Chevalier (en chinois : 尚質 蔡, Shang zhi Cai ; Saint-Laurent-des-Autels, 22 octobre 1852 - Shanghai, 27 octobre 1930) est un explorateur et missionnaire français. 

## Biographie
Il fait des études de médecine puis entre en 1871 dans la Compagnie de Jésus et devient professeur de mathématiques. En 1883, il demande à être envoyé comme missionnaire en Chine. 
Affecté à l'observatoire de Zi-Ka-Wei dont il prendra la direction en 1887, il est considéré comme le fondateur de la météorologie en Chine. Il effectue aussi des travaux de géographie et publie en 1894 une carte murale de la Chine destinée aux écoles chinoises. 
En 1897, il est chargé d'une mission d'étude sur le cours supérieur du Yang-Tse à Ping-Chang-Hien où se termine la navigabilité du fleuve. Ainsi du 6 octobre 1897 au 14 avril 1898, avec deux aides chinois, sur une simple jonque, il y inspecte les quarante-huit stations météorologiques. Il détermine alors les coordonnées astronomiques de chacune des stations et étudie méthodiquement la géologie et l'hydrographie du fleuve. 
De cette expédition, il publie trois ouvrages, un récit de voyage, un mémoire et surtout son célèbre Atlas du haut Yang-Tse, très imposant recueil comprenant soixante-quatre cartes au 1/25 000 agrémenté de légendes simultanées en français, anglais et chinois. Chevalier y conclut à la possibilité de rendre navigable le reste du fleuve. 
À son retour à Zi-Ka-Wei, il reprend ses travaux de météorologie et ouvre un département d'astronomie à l'Observatoire. Il fait aussi partie des fondateurs d'un deuxième observatoire à Zo-Sé. En 1918, l'Académie des sciences lui remet la médaille Janssen. 
Il quitte Zi-Ka-Wei en 1924 et meurt à Shanghai en 1930.

## Œuvres
- Le haut Yang-Tse de Itchang-Fou à Ping-Chang-Hien, 1897
- La navigation à vapeur sur le haut Yang-Tse, 1899
- Atlas du haut Yang-Tse-Kiang, 1899
- Étude photographique de la photosphère solaire, 1912

## Hommages
- Prix Valz pour ses recherches sur le Soleil, 1914.
- Médaille Janssen de l'Académie des sciences, 1918.